# 파트리크 베릴룬드
파트리크 베릴룬드(스웨덴어: Patrik Berglund, 1988년 6월 2일~)는 스웨덴의 전직 아이스하키 선수로 포지션은 센터이다. 현역 시절 내셔널 하키 리그(NHL)의 세인트루이스 블루스와 버펄로 세이버스 소속으로 뛰었다. 
그는 스웨덴 아이스하키 대표팀의 일원으로 활동했으며 2014년 동계 올림픽에서 은메달을 획득했다. 또한 세계 선수권 대회에서 은메달 1개와 동메달 1개를 획득했다.